# Lara Malsiner
Lara Malsiner (* 14. April 2000 in Sterzing, Südtirol) ist eine italienische Skispringerin. Ihre Schwestern Manuela und Jessica sind ebenfalls Skispringerinnen.

## Werdegang
Lara Malsiner gab ihr internationales Debüt am 25. Februar 2012 bei den Nordischen Skispielen der OPA 2012 in Žiri. Ab dem Sommer 2013 ging sie regelmäßig bei Alpencup-Wettbewerben an den Start. Ihren ersten Podestplatz in dieser Wettkampfserie erreichte sie am 27. September 2014 in Tschagguns und am 9. Januar 2016 in Žiri gewann sie erstmals ein Alpencup-Springen. Außerdem nahm sie 2014 und 2015 erneut an den Nordischen Skispielen der OPA teil. Dabei landete sie 2014 in Gérardmer auf dem zweiten Platz im Einzel sowie 2015 in Seefeld auf den ersten Platz im Einzel- und auf den achten Platz im Mannschaftswettbewerb.
Am 11. Juni 2015 startete sie erstmals im FIS Cup in Villach und am 28. August 2015 auch erstmals im Continental Cup in Oberwiesenthal. Ihr Debüt im Skisprung-Weltcup gab sie am 4. Dezember 2015 in Lillehammer. Bei ihrem ersten Start landete sie direkt auf Platz 30 und konnte somit auch ihren ersten Weltcup-Punkt holen. Bei weiteren Starts in der Weltcup-Saison 2015/16 konnte sie allerdings keine weiteren Punkte holen. Bei den Olympischen Jugend-Winterspielen 2016 in Lillehammer gewann sie die Bronzemedaille im Einzel hinter der Slowenin Ema Klinec und der Russin Sofja Tichonowa. Bei den Junioren-Weltmeisterschaften 2016 in Râșnov wurde sie 35. im Einzel und Neunte mit der Mixed-Mannschaft.
Am 16. Juli 2016 gab sie in Courchevel ihr Debüt im Sommer-Grand-Prix und holte als 24. ihre ersten Grand-Prix-Punkte. Am 26. August 2016 erreichte sie in Oberwiesenthal mit einem dritten Rang ihre erste Podestplatzierung im Continental Cup. Bei zwei weiteren Grand-Prix-Starts im Sommer 2016 in Tschaikowski konnte sie als 24. und 18. weitere Punkte holen. In der Weltcup-Saison 2016/17 verpasste sie meistens den Finaldurchgang. Nur einmal kam sie unter die besten 30. Dies gelang ihr in Ljubno, wo sie mit Platz 15 ihr bis dahin bestes Weltcupergebnis erzielte. Bei den Nordischen Junioren-Skiweltmeisterschaften im Februar 2017 in Park City, Utah, belegte sie Platz sechs im Einzelwettbewerb, den ihre Schwester Manuela gewann. Im Mixed-Teamwettbewerb belegten sie zusammen mit Giovanni Bresadola und Alex Insam den fünften Platz. Noch im selben Monat nahm sie an den Nordischen Skiweltmeisterschaften in Lahti teil und belegte dabei den 37. Rang im Einzelwettbewerb.
In der Saison 2017/18 verbesserten sich ihre Leistungen im Weltcup deutlich. Im Rahmen des Lillehammer Triple 2017, dem Weltcup-Auftakt, belegte sie die Plätze 14, acht und neun und erzielte damit ihre besten Einzelergebnisse und ersten Top-Ten-Platzierungen. Sie beendete das Lillehammer Triple als Achte der Gesamtwertung. Im weiteren Saisonverlauf erreichte sie als Neunte in Sapporo eine weitere Top-10-Platzierung. Zudem erreichte sie bei jedem Weltcup-Springen, an dem sie teilnahm, einen Rang unter den besten 30. Im Gesamtweltcup landete sie auf Platz 18 mit 195 Punkten. Bei den Nordischen Junioren-Skiweltmeisterschaften im Februar 2018 in Kandersteg belegte sie den fünften Rang im Einzel-, den zehnten Rang im Mannschafts- und den 13. Rang im Mixed-Teamwettbewerb. Eine Woche später sprang sie im Einzelwettbewerb auf der Normalschanze bei den Olympischen Winterspielen 2018 in Pyeongchang auf den 15. Platz.
Am 20. Oktober 2018 wurde Malsiner italienische Meisterin von der Trampolino dal Ben-Normalschanze in Predazzo. Bei den Nordischen Junioren-Skiweltmeisterschaften 2019 im finnischen Lahti gewann sie die Bronzemedaille im Einzelwettbewerb und belegte mit den italienischen Teams den siebten Rang im Juniorinnen-Mannschaftswettbewerb und den achten Rang im Mixed-Teamwettbewerb. Bei den Nordischen Weltmeisterschaften 2019 in Seefeld in Tirol wurde sie im Einzel 14. und belegte sowohl mit der Frauen-Mannschaft als auch mit dem Mixed-Team jeweils den achten Rang.
In der Weltcup-Saison 2019/20 bestätigte Malsiner ihren Status als beste italienische Skispringerin und vertrat ihre Nation meist als einzige Athletin im zweiten Durchgang. Diesen konnte sie nicht nur konstant erreichen, sondern sogar hin und wieder in die Weltspitze vordringen. Nachdem sie in der Saison bereits dreimal die Top 10 erreicht hatte, sprang Malsiner am 9. Februar 2020 von der Aigner-Schanze in Hinzenbach hinter Chiara Hölzl und Eva Pinkelnig erstmals in ihrer Karriere aufs Podest.

## Erfolge

### Grand-Prix-Siege im Einzel
| Nr. | Datum              | Ort    | Typ           |
| --- | ------------------ | ------ | ------------- |
| 01. | 21. September 2024 | Râșnov | Normalschanze |
| 02. | 22. September 2024 | Râșnov | Normalschanze |

## Statistik

### Olympische Winterspiele
- Pyeongchang 2018: 15. Einzel Normalschanze

### Nordische Skiweltmeisterschaften
- Lahti 2017: 37. Einzel Normalschanze
- Seefeld 2019: 14. Einzel Normalschanze, 8. Team Normalschanze, 8. Mixed Team Normalschanze
- Oberstdorf 2021: 18. Einzel Normalschanze
- Planica 2023: 18. Einzel Normalschanze, 22. Einzel Großschanze, 9. Mixed Team Normalschanze
- Trondheim 2025: 15. Einzel Normalschanze, 17. Einzel Großschanze, 6. Team Normalschanze, 9. Mixed Team Großschanze

### Weltcup-Platzierungen
| Saison  | Platz | Punkte |
| ------- | ----- | ------ |
| 2015/16 | 53.   | 001    |
| 2016/17 | 47.   | 016    |
| 2017/18 | 18.   | 195    |
| 2018/19 | 18.   | 359    |
| 2019/20 | 15.   | 315    |
| 2020/21 | 25.   | 089    |
| 2021/22 | 35.   | 076    |
| 2022/23 | 25.   | 227    |
| 2023/24 | 32.   | 079    |
| 2024/25 | 16.   | 389    |

### Grand-Prix-Platzierungen
| Saison | Platz | Punkte |
| ------ | ----- | ------ |
| 2016   | 23.   | 027    |
| 2017   | 35.   | 014    |
| 2018   | 39.   | 011    |
| 2019   | 07.   | 088    |
| 2021   | 23.   | 069    |
| 2022   | 21.   | 058    |
| 2023   | 19.   | 066    |
| 2024   | 01.   | 254    |

### Schanzenrekorde
| Schanze (Hillsize)       | Ort          | Land        | Weite   | aufgestellt am  | Rekord bis      |
| ------------------------ | ------------ | ----------- | ------- | --------------- | --------------- |
| Adler-Skistadion (HS111) | Hinterzarten | Deutschland | 108,0 m | 28. Januar 2023 | 29. Januar 2023 |